# Kantilever krilo
Kantilever krilo je izvedba letalskega krila, ki je podprto samo na enem koncu. Takšno krilo nima podpornih palic ali žic, zato je zračni upor manjši, in letalo lahko leti pri višji hitrosti. Ta izvedba zahteva sicer močnejšo podporno strukturo v korenu krila, kar malce poveča maso.
Obstajajo tudi kantilever dvokrilniki. 